# 2014-es műkorcsolya- és jégtánc-Európa-bajnokság
A 2014-es műkorcsolya- és jégtánc-Európa-bajnokság Budapesten került megrendezésre a ISU 2014-2015-ös műkorcsolya bajnokság évad részeként január 13–19. között.

## Kvalifikáció
Minden olyan európai tagállamot képviselő sportoló részt vehetett az eseményen, aki 2013. július 1-ig betöltötte a 15 évet. Az országok a saját kritériumaik alapján választották meg a részt vevő sportolókat, azonban az ISU meghatározott egy minimális technikai pontszámot (TES), amelyeket a technikai elemekkel el kellett érnie a sportolóknak a rövidprogram és a szabadprogram alatt.
| TES     | TES           | TES            |
|         | Rövid program | Szabad program |
| Férfiak | 25            | 45             |
| Nők     | 20            | 36             |
| Párok   | 20            | 36             |
| Jégtánc | 18            | 28             |
| ------- | ------------- | -------------- |

## Résztvevők
Minden országnak rendelkezésére állt meghatározott mennyiségű hely az előző évi Európa-bajnokság alapján, amely helyekre saját sportolóikat nevezhették.
| Helyek                                                                                 | Férfiak                                                          | Nők                                         | Párok                                                   | Jégtánc                                                         |
| -------------------------------------------------------------------------------------- | ---------------------------------------------------------------- | ------------------------------------------- | ------------------------------------------------------- | --------------------------------------------------------------- |
| 3                                                                                      | Oroszország · Franciaország                                      | Olaszország · Oroszország · Svédország      | Németország · Oroszország · Olaszország · Franciaország | RUS · ITA                                                       |
| 2                                                                                      | Csehország · Ausztria · Svédország · Németország · Spanyolország | Spanyolország · Németország · Franciaország | Egyesült Királyság                                      | Egyesült Királyság · Németország · Azerbajdzsán · Franciaország |
| A fel nem sorolt részt vevő országok az adott versenyszámra egy versenyzőt nevezhettek |                                                                  |                                             |                                                         |                                                                 |

| Ország             | Férfiak                                            | Nők                                                    | Párok | Jégkorcsolya |
| ------------------ | -------------------------------------------------- | ------------------------------------------------------ | --- | --- |
| Ausztria           | Manuel Koll Viktor Pfeifer                         | Kerstin Frank                                          | Miriam Ziegler / Severin Kiefer                                                                                | Barbora Silná / Juri Kurakin                                                                                       |
| Azerbajdzsán       |                                                    |                                                        | | Julia Zlobina / Alexei Sitnikov                                                                                    |
| Belgium            | Jorik Hendrickx                                    | Kaat Van Daele                                         | | |
| Bulgária           | Manol Atanasszov                                   | Anna Afonkina                                          | Elizaveta Makarova / Leri Kencsadze                                                                            | |
| Csehország         | Michal Březina Tomáš Verner                        | Eliška Březinová                                       | | Lucie Myslivečková / Neil Brown                                                                                    |
| Dánia              | Justus Strid                                       | Anita Madsen                                           | | Laurence Fournier Beaudry / Nikolaj Sørensen                                                                       |
| Egyesült Királyság | Matthew Parr                                       | Jenna McCorkell                                        | Amani Fancy / Christopher Boyadji Stacey Kemp / David King                                                     | Penny Coomes / Nicholas Buckland Carter Marie Jones / Richard Sharpe                                               |
| Észtország         | Viktor Romanenkov                                  | Jelena Glebova                                         | Natalja Zabijako / Alexandr Zaboev                                                                             | Irina Shtork / Taavi Rand                                                                                          |
| Fehéroroszország   | Pavel Ignatenko                                    | Janina Makeenka                                        | Maria Paliakova / Nikita Bochkov                                                                               | Viktoria Kavaliova / Yurii Bieliaiev                                                                               |
| Finnország         | Valtter Virtanen                                   | Juulia Turkkila                                        | | Henna Lindholm / Ossi Kanervo                                                                                      |
| Franciaország      | Florent Amodio Brian Joubert Chafik Besseghier     | Maé Bérénice Méité Laurine Lecavelier                  | Vanessa James / Morgan Ciprès Daria Popova / Bruno Massot                                                      | Pernelle Carron / Lloyd Jones Gabriella Papadakis / Guillaume Cizeron                                              |
| Grúzia             |                                                    | Elene Gedevanisvili                                    | | Angelina Telegina / Otar Japaridze                                                                                 |
| Hollandia          |                                                    | Michelle Couwenberg                                    | | |
| Izrael             | Alexei Bychenko                                    | Danielle Montalbano                                    | Andrea Davidovich / Evgeni Krasnopolski                                                                        | Allison Reed / Vasili Rogov                                                                                        |
| Lengyelország      | Maciej Cieplucha                                   | Agata Kryger                                           | | Justyna Plutowska / Peter Gerber                                                                                   |
| Lettország         |                                                    | Ieva Gaile                                             | | |
| Litvánia           |                                                    | Inga Janulevičiūtė                                     | | Isabella Tobias / Deividas Stagniūnas                                                                              |
| Luxemburg          |                                                    | Fleur Maxwell                                          | | |
| Magyarország       | Forgó Kristóf                                      |                                                        | | Turóczi Dóra / Major Balázs                                                                                        |
| Monaco             | Kim Lucine                                         |                                                        | | |
| Németország        | Peter Liebers Franz Streubel                       | Nathalie Weinzierl Sarah Hecken                        | Aliona Savchenko / Robin Szolkowy Maylin Wende / Daniel Wende Mari Vartmann / Aaron Van Cleave                 | Nelli Zhiganshina / Alexander Gazsi Tanja Kolbe / Stefano Caruso                                                   |
| Norvégia           | Sondre Oddvoll Boe                                 | Anne Line Gjersem                                      | | |
| Olaszország        | Paul Bonifacio Parkinson                           | Carolina Kostner Valentina Marchei Roberta Rodeghiero  | Stefania Berton / Ondřej Hotárek Nicole Della Monica / Matteo Guarise Alessandra Cernuschi / Filippo Ambrosini | Anna Cappellini / Luca Lanotte Charlène Guignard / Marco Fabbri Lorenza Alessandrini / Simone Vaturi               |
| Oroszország        | Makszim Kovtun Szergej Voronov Konsztantyin Mensov | Agyelina Szotnyikova Julija Lipnyickaja Aljona Leonova | Tatyjana Voloszozsar / Makszim Tranykov Kszenyija Sztolbova / Fjodor Klimov Vera Bazarova / Jurij Larionov     | Jelena Iljinih / Nyikita Kacalapov Viktorija Szinyicina / Ruszlan Zsigansin Jekatyerina Rjazanova / Ilja Tkacsenko |
| Örményország       | Sarkis Hayrapetyan                                 |                                                        | | |
| Románia            | Kelemen Zoltán                                     |                                                        | | |
| Spanyolország      | Javier Fernández Javier Raya                       | Sonia Lafuente Marta García                            | Veronica Grigorieva / Aritz Maestu                                                                             | Sara Hurtado / Adrià Díaz                                                                                          |
| Svájc              | Stéphane Walker                                    | Tanja Odermatt                                         | | Ramona Elsener / Florian Roost                                                                                     |
| Svédország         | Alexander Majorov Illya Solomin                    | Joshi Helgesson Viktoria Helgesson Isabelle Olsson     | | |
| Szlovákia          | Marco Klepoch                                      | Nicole Rajičová                                        | | Federica Testa / Lukáš Csölley                                                                                     |
| Szlovénia          |                                                    | Daša Grm                                               | | |
| Törökország        | Ali Demirboga                                      | Sıla Saygı                                             | | Alisa Agafanova / Alper Uçar                                                                                       |
| Ukrajna            | Jakov Godorozsa                                    | Natalia Popova                                         | Julia Lavrentyeva / Juri Rudik                                                                                 | Siobhan Heekin-Canedy / Dmitri Dun                                                                                 |

## Eredmények

### Férfiak
| Helyezés                                         | Név                      | Ország | Összpontszám | Rövid program | Rövid program | Szabadprogram | Szabadprogram |
| ------------------------------------------------ | ------------------------ | ------ | ------------ | ------------- | ------------- | ------------- | ------------- |
| 1                                                | Javier Fernández         | ESP    | 267,11       | 1             | 91,56         | 1             | 175,55        |
| 2                                                | Szergej Voronov          | RUS    | 252,55       | 2             | 85,51         | 2             | 167,04        |
| 3                                                | Konsztantyin Mensov      | RUS    | 237,24       | 11            | 72,12         | 3             | 165,12        |
| 4                                                | Michal Březina           | CZE    | 236,98       | 5             | 82,80         | 4             | 154,18        |
| 5                                                | Makszim Kovtun           | RUS    | 232,37       | 4             | 83,15         | 5             | 149,22        |
| 6                                                | Peter Liebers            | GER    | 225,76       | 8             | 77,42         | 7             | 148,34        |
| 7                                                | Tomáš Verner             | CZE    | 223,66       | 3             | 83,51         | 8             | 140,15        |
| 8                                                | Brian Joubert            | FRA    | 221,95       | 9             | 73,29         | 6             | 148,66        |
| 9                                                | Jorik Hendrickx          | BEL    | 205,92       | 10            | 73,21         | 10            | 132,71        |
| 10                                               | Alexei Bychenko          | ISR    | 203,76       | 13            | 68,68         | 9             | 135,08        |
| 11                                               | Alexander Majorov        | SWE    | 202,47       | 6             | 79,62         | 13            | 122,85        |
| 12                                               | Chafik Besseghier        | FRA    | 198,07       | 12            | 70,85         | 12            | 127,22        |
| 13                                               | Florent Amodio           | FRA    | 190,13       | 7             | 78,60         | 20            | 111,53        |
| 14                                               | Viktor Pfeifer           | AUT    | 189,06       | 16            | 60,89         | 11            | 128,17        |
| 15                                               | Franz Streubel           | GER    | 182,21       | 19            | 59,96         | 14            | 122,25        |
| 16                                               | Kim Lucine               | MON    | 179,89       | 18            | 60,00         | 16            | 119,89        |
| 17                                               | Stéphane Walker          | SUI    | 179,52       | 17            | 60,54         | 17            | 118,98        |
| 18                                               | Javier Raya              | ESP    | 179,37       | 20            | 57,13         | 15            | 122,24        |
| 19                                               | Maciej Cieplucha         | POL    | 179,06       | 15            | 65,84         | 19            | 113,22        |
| 20                                               | Pavel Ignatenko          | BLR    | 172,08       | 22            | 55,99         | 18            | 116,09        |
| 21                                               | Kelemen Zoltán           | ROU    | 171,26       | 14            | 68,32         | 22            | 102,94        |
| 22                                               | Yakov Godorozha          | UKR    | 158,88       | 21            | 57,09         | 23            | 101,79        |
| 23                                               | Paul Bonifacio Parkinson | ITA    | 157,81       | 24            | 52,08         | 21            | 105,73        |
| 24                                               | Viktor Romanenkov        | EST    | 153,66       | 23            | 55,43         | 24            | 98,23         |
| Nem jutottak tovább a szabadprogram bemutatására |                          |        |              |               |               |               |               |
| 25                                               | Sondre Oddvoll Boe       | NOR    |              | 25            | 49,84         |               |               |
| 26                                               | Marco Klepoch            | SVK    |              | 26            | 49,48         |               |               |
| 27                                               | Matthew Parr             | GBR    |              | 27            | 49,32         |               |               |
| 28                                               | Manol Atanassov          | BUL    |              | 28            | 49,07         |               |               |
| 29                                               | Valtter Virtanen         | FIN    |              | 29            | 48,55         |               |               |
| 30                                               | Forgó Kristóf            | HUN    |              | 30            | 47,91         |               |               |
| 31                                               | Justus Strid             | DEN    |              | 31            | 47,05         |               |               |
| 32                                               | Ali Demirboğa            | TUR    |              | 32            | 46,56         |               |               |
| 33                                               | Manuel Koll              | AUT    |              | 33            | 45,61         |               |               |
| 34                                               | Illya Solomin            | SWE    |              | 34            | 44,73         |               |               |
| 35                                               | Sarkis Hayrapetyan       | ARM    |              | 35            | 42,90         |               |               |

### Nők
| Helyezés                                         | Név                  | Ország | Összpontszám | Rövid program | Rövid program | Szabad program | Szabad program |
| ------------------------------------------------ | -------------------- | ------ | ------------ | ------------- | ------------- | -------------- | -------------- |
| 1                                                | Julija Lipnyickaja   | RUS    | 209,72       | 2             | 69,97         | 1              | 139,75         |
| 2                                                | Agyelina Szotnyikova | RUS    | 202,36       | 1             | 70,73         | 2              | 131,63         |
| 3                                                | Carolina Kostner     | ITA    | 191,39       | 3             | 68,97         | 3              | 122,42         |
| 4                                                | Aljona Leonova       | RUS    | 178,15       | 4             | 64,09         | 5              | 114,06         |
| 5                                                | Maé Bérénice Méité   | FRA    | 173,37       | 5             | 58,64         | 4              | 114,73         |
| 6                                                | Valentina Marchei    | ITA    | 165,25       | 6             | 57,38         | 6              | 107,87         |
| 7                                                | Jelena Glebova       | EST    | 155,71       | 8             | 54,68         | 7              | 101,03         |
| 8                                                | Nathalie Weinzierl   | GER    | 151,88       | 10            | 53,02         | 8              | 98,86          |
| 9                                                | Joshi Helgesson      | SWE    | 146,45       | 9             | 54,25         | 10             | 92,20          |
| 10                                               | Elene Gedevanisvili  | Grúzia | 141,82       | 7             | 54,78         | 13             | 87,04          |
| 11                                               | Roberta Rodeghiero   | ITA    | 141,25       | 15            | 48,52         | 9              | 92,73          |
| 12                                               | Juulia Turkkila      | FIN    | 140,31       | 12            | 50,42         | 12             | 89,89          |
| 13                                               | Laurine Lecavelier   | FRA    | 139,42       | 13            | 49,12         | 11             | 90,30          |
| 14                                               | Viktoria Helgesson   | SWE    | 138,73       | 11            | 52,55         | 14             | 86,18          |
| 15                                               | Eliška Březinová     | CZE    | 130,35       | 16            | 47,10         | 16             | 83,25          |
| 16                                               | Isabelle Olsson      | SWE    | 129,39       | 22            | 43,97         | 15             | 85,42          |
| 17                                               | Nicole Rajičová      | SVK    | 128,25       | 14            | 49,00         | 18             | 79,25          |
| 18                                               | Inga Janulevičiūtė   | LTU    | 126,20       | 21            | 44,24         | 17             | 81,96          |
| 19                                               | Anne Line Gjersem    | NOR    | 125,58       | 18            | 46,63         | 19             | 78,95          |
| 20                                               | Kaat Van Daele       | BEL    | 123,05       | 19            | 46,18         | 20             | 76,87          |
| 21                                               | Agata Kryger         | POL    | 119,52       | 23            | 43,59         | 21             | 75,93          |
| 22                                               | Marta García         | ESP    | 118,11       | 20            | 44,61         | 22             | 73,50          |
| 23                                               | Natalia Popova       | UKR    | 112,26       | 17            | 47,01         | 24             | 65,25          |
| 24                                               | Jenna McCorkell      | GBR    | 110,19       | 24            | 39,59         | 23             | 70,60          |
| Nem jutottak tovább a szabadprogram bemutatására |                      |        |              |               |               |                |                |
| 25                                               | Janina Makeenka      | BLR    |              | 25            | 39,44         |                |                |
| 26                                               | Tanja Odermatt       | SUI    |              | 26            | 39,42         |                |                |
| 27                                               | Daša Grm             | SLO    |              | 27            | 38,52         |                |                |
| 28                                               | Sonia Lafuente       | ESP    |              | 28            | 38,43         |                |                |
| 29                                               | Anita Madsen         | DEN    |              | 29            | 38,42         |                |                |
| 30                                               | Ieva Gaile           | LAT    |              | 30            | 37,83         |                |                |
| 31                                               | Kerstin Frank        | AUT    |              | 31            | 37,44         |                |                |
| 32                                               | Michelle Couwenberg  | NED    |              | 32            | 36,72         |                |                |
| 33                                               | Fleur Maxwell        | LUX    |              | 33            | 36,48         |                |                |
| 34                                               | Sarah Hecken         | GER    |              | 34            | 35,20         |                |                |
| 35                                               | Danielle Montalbano  | ISR    |              | 35            | 33,87         |                |                |
| 36                                               | Anna Afonkina        | BUL    |              | 36            | 31,15         |                |                |
| 37                                               | Sıla Saygı           | TUR    |              | 37            | 25,88         |                |                |

### Párok
| Helyezés                                         | Név                                      | Ország | Összpontszám | Rövid program | Rövid program | Szabad program | Szabad program |
| ------------------------------------------------ | ---------------------------------------- | ------ | ------------ | ------------- | ------------- | -------------- | -------------- |
| 1                                                | Tatyjana Voloszozsar / Makszim Tranykov  | RUS    | 220,38       | 1             | 83,98         | 2              | 136,40         |
| 2                                                | Kszenyija Sztolbova / Fjodor Klimov      | RUS    | 207,98       | 4             | 70,90         | 1              | 137,08         |
| 3                                                | Vera Bazarova / Jurij Larionov           | RUS    | 201,61       | 3             | 71,70         | 3              | 129,91         |
| 4                                                | Stefania Berton / Ondřej Hotárek         | ITA    | 195,61       | 5             | 69,22         | 4              | 126,39         |
| 5                                                | Vanessa James / Morgan Ciprès            | FRA    | 185,48       | 6             | 63,23         | 5              | 122,25         |
| 6                                                | Maylin Wende / Daniel Wende              | GER    | 168,32       | 8             | 55,19         | 6              | 113,13         |
| 7                                                | Andrea Davidovich / Evgeni Krasnopolski  | ISR    | 163,93       | 7             | 55,32         | 7              | 108,61         |
| 8                                                | Nicole Della Monica / Matteo Guarise     | ITA    | 154,55       | 9             | 53,65         | 8              | 100,90         |
| 9                                                | Mari Vartmann / Aaron Van Cleave         | GER    | 153,21       | 10            | 52,40         | 9              | 100,81         |
| 10                                               | Natalja Zabijako / Alexandr Zaboev       | EST    | 149,82       | 12            | 50,12         | 10             | 99,70          |
| 11                                               | Daria Popova / Bruno Massot              | FRA    | 149,36       | 11            | 52,36         | 11             | 97,00          |
| 12                                               | Miriam Ziegler / Severin Kiefer          | AUT    | 135,05       | 15            | 44,79         | 12             | 90,26          |
| 13                                               | Stacey Kemp / David King                 | GBR    | 130,98       | 16            | 43,98         | 13             | 87,00          |
| 14                                               | Maria Paliakova / Nikita Bochkov         | BLR    | 130,46       | 13            | 48,18         | 14             | 82,28          |
| 15                                               | Amani Fancy / Christopher Boyadji        | GBR    | 127,76       | 14            | 47,79         | 15             | 79,97          |
| Visszalépett                                     | Aliona Savchenko / Robin Szolkowy        | GER    |              | 2             | 76,76         |                |                |
| Nem jutottak tovább a szabadprogram bemutatására |                                          |        |              |               |               |                |                |
| 17                                               | Alessandra Cernuschi / Filippo Ambrosini | ITA    |              | 17            | 40,29         |                |                |
| 18                                               | Elizaveta Makarova / Leri Kenchadze      | BUL    |              | 18            | 39,94         |                |                |
| 19                                               | Julia Lavrentieva / Yuri Rudyk           | UKR    |              | 19            | 37,96         |                |                |
| 20                                               | Veronica Grigorieva / Aritz Maestu       | ESP    |              | 20            | 34,97         |                |                |

### Jégtánc
| Helyezés                                         | Név                                          | Ország | Összpontszám | Rövid program | Rövid program | Szabad program | Szabad program |
| ------------------------------------------------ | -------------------------------------------- | ------ | ------------ | ------------- | ------------- | -------------- | -------------- |
| 1                                                | Anna Cappellini / Luca Lanotte               | ITA    | 171,61       | 1             | 69,58         | 1              | 102,03         |
| 2                                                | Jelena Iljinih / Nyikita Kacalapov           | RUS    | 170,51       | 2             | 69,54         | 2              | 100,97         |
| 3                                                | Penny Coomes / Nicholas Buckland             | GBR    | 158,69       | 3             | 61,76         | 3              | 96,93          |
| 4                                                | Viktorija Szinyicina / Ruszlan Zsigansin     | RUS    | 153,73       | 4             | 60,63         | 4              | 93,10          |
| 5                                                | Jekatyerina Rjazanova / Ilja Tkacsenko       | RUS    | 150,44       | 5             | 60,35         | 5              | 90,09          |
| 6                                                | Julia Zlobina / Alexei Sitnikov              | AZE    | 147,78       | 6             | 59,82         | 6              | 87,96          |
| 7                                                | Nelli Zhiganshina / Alexander Gazsi          | GER    | 145,37       | 7             | 59,79         | 8              | 85,58          |
| 8                                                | Charlène Guignard / Marco Fabbri             | ITA    | 144,40       | 8             | 58,17         | 7              | 86,23          |
| 9                                                | Isabella Tobias / Deividas Stagniūnas        | LTU    | 142,31       | 9             | 56,76         | 9              | 85,55          |
| 10                                               | Sara Hurtado / Adrià Díaz                    | ESP    | 137,58       | 11            | 55,21         | 11             | 82,37          |
| 11                                               | Tanja Kolbe / Stefano Caruso                 | GER    | 137,46       | 13            | 53,98         | 10             | 83,48          |
| 12                                               | Federica Testa / Lukáš Csölley               | SVK    | 136,63       | 12            | 54,84         | 12             | 81,79          |
| 13                                               | Pernelle Carron / Lloyd Jones                | FRA    | 135,29       | 10            | 56,35         | 13             | 78,94          |
| 14                                               | Irina Shtork / Taavi Rand                    | EST    | 131,66       | 14            | 53,88         | 15             | 77,78          |
| 15                                               | Gabriella Papadakis / Guillaume Cizeron      | FRA    | 131,57       | 15            | 53,33         | 14             | 78,24          |
| 16                                               | Justyna Plutowska / Peter Gerber             | POL    | 128,08       | 17            | 52,14         | 16             | 75,94          |
| 17                                               | Alisa Agafonova / Alper Uçar                 | TUR    | 127,96       | 16            | 52,90         | 18             | 75,06          |
| 18                                               | Laurence Fournier Beaudry / Nikolaj Sørensen | DEN    | 127,51       | 18            | 51,92         | 17             | 75,59          |
| 19                                               | Lorenza Alessandrini / Simone Vaturi         | ITA    | 121,65       | 19            | 50,24         | 20             | 71,41          |
| 20                                               | Henna Lindholm / Ossi Kanervo                | FIN    | 121,09       | 20            | 48,75         | 19             | 72,34          |
| Nem jutottak tovább a szabadprogram bemutatására |                                              |        |              |               |               |                |                |
| 21                                               | Turóczi Dóra / Major Balázs                  | HUN    |              | 21            | 46,80         |                |                |
| 22                                               | Ramona Elsener / Florian Roost               | SUI    |              | 22            | 46,36         |                |                |
| 23                                               | Siobhan Heekin-Canedy / Dmitri Dun           | UKR    |              | 23            | 45,84         |                |                |
| 24                                               | Allison Reed / Vasili Rogov                  | ISR    |              | 24            | 44,14         |                |                |
| 25                                               | Barbora Silná / Juri Kurakin                 | AUT    |              | 25            | 43,22         |                |                |
| 26                                               | Lucie Myslivečková / Neil Brown              | CZE    |              | 26            | 42,95         |                |                |
| 27                                               | Angelina Telegina / Otar Japaridze           | Grúzia |              | 27            | 42,07         |                |                |
| 28                                               | Viktoria Kavaliova / Yurii Bieliaiev         | BLR    |              | 28            | 39,03         |                |                |
| 29                                               | Carter Marie Jones / Richard Sharpe          | GBR    |              | 29            | 34,63         |                |                |

## Fordítás
- Ez a szócikk részben vagy egészben  a(z)   2014 European Figure Skating Championships című angol Wikipédia-szócikk ezen változatának fordításán alapul.  Az eredeti cikk szerkesztőit annak laptörténete sorolja fel. Ez a jelzés csupán a megfogalmazás eredetét és a szerzői jogokat jelzi, nem szolgál a cikkben szereplő információk forrásmegjelöléseként.